# Nabsalda
Nabdalsa fue un cacique númida y uno de los mayores seguidores del rey Yugurta.
Conspicuo tanto por su nacimiento como por su riqueza, disfrutó de un alto lugar a favor del rey númida Jugurta, por quien fue empleado con frecuencia en servicios de la naturaleza más importante. Debido a esta confianza, Bomilcar seleccionó a Nabdalsa como su agente en sus planes para matar a Jugurtha. Pero el complot fue descubierto por la negligencia de Nabdalsa. Bomilcar fue apresado y ejecutado, pero no sabemos si Nabdalsa corrió la misma suerte.